# ダヌトゥ・ディムヴァラザ
ダヌトゥ・ディムヴァラザ（Tudorel Bratu、1981年8月6日 - ）は、ルーマニアのラグビーユニオン指導者。

## プロフィール
- ルーマニア・ブカレスト出身[1]。
- 現役時代のポジションはスタンドオフ(SO)、フルバック(FB)。
- 身長 187cm、体重 80kg
- ルーマニア代表通算キャップ数は73でラグビーワールドカップ2003・ラグビーワールドカップ2007・ラグビーワールドカップ2011・ラグビーワールドカップ2015のルーマニア代表に選ばれた[2]。

## 略歴
CSAステアウア・ブクレシュティを経て、2004年、ブカレスト・ウルブズに加入。
2015年、現役を引退して2017年、CSAステアウア・ブクレシュティのコーチに就任。